# Dômes de Miage
I Dômes de Miage (pron. fr. AFI: [dom də mjaʒ]; 3.673 m s.l.m.) sono una montagna delle Alpi del Monte Bianco nelle Alpi Graie. Si trova lungo la linea di confine tra l'Italia e la Francia.

## Toponimo
La parola dôme indica una cupola in lingua francese. Il toponimo si riferisce alla forma di queste vette.

## Caratteristiche

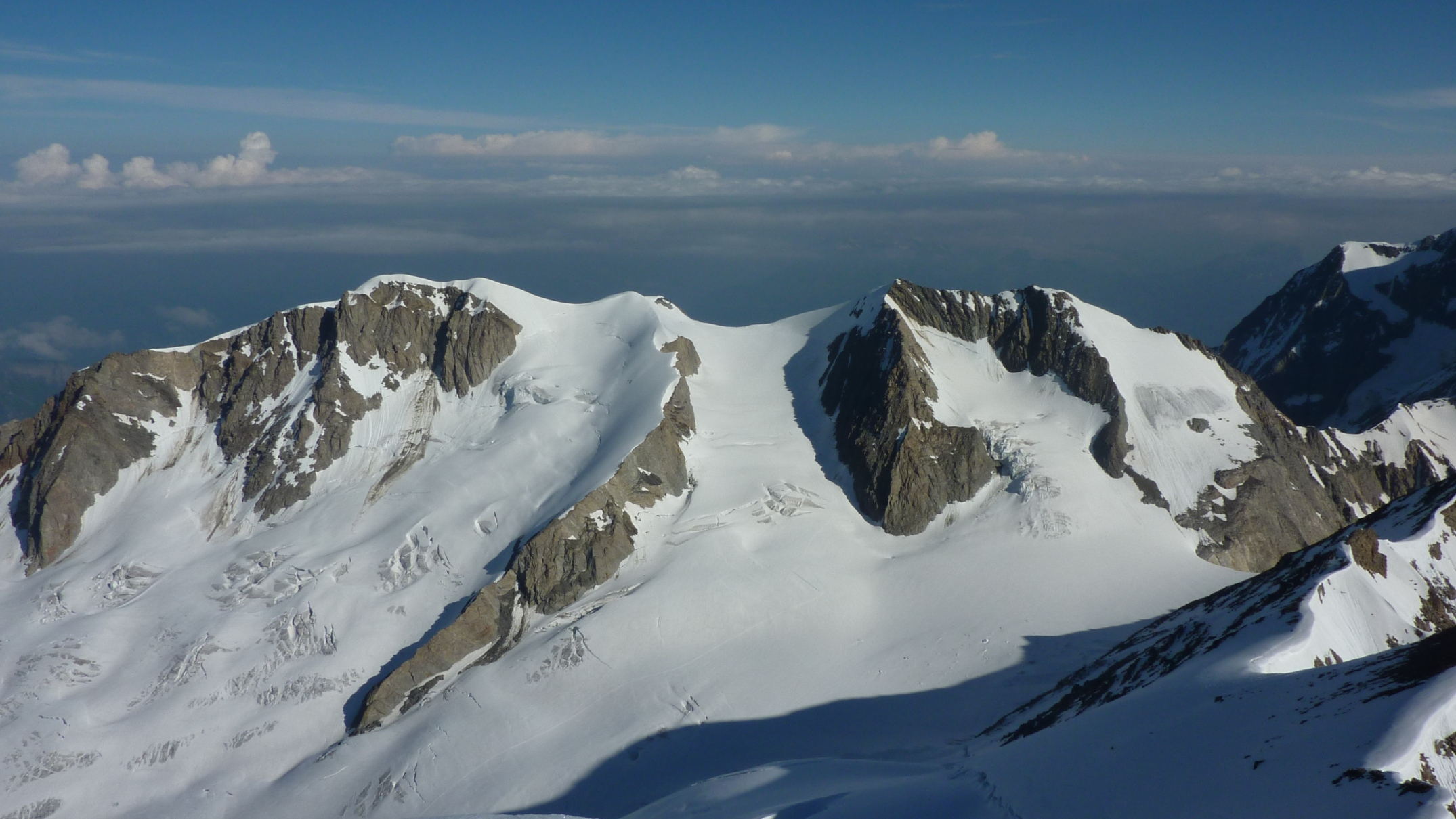
Il versante sud-est dei Dômes de Miage sul ghiacciaio di Tré-la-Tête: al centro il col de Dômes, a destra il col de Miage e in basso a destra il col Infranchissable.

La montagna è composta di cinque vette che si dipanano su una cresta lunga circa tre chilometri. Partendo da est e dal confine con l'Italia si trova la vetta più alta; andando verso ovest si incontra una seconda elevazione (3.672 m). In seguito, dopo il Col des Dômes (3.564 m), si trovano altre tre elevazioni di altezza 3.633 m, 3.666 m e 3.670 m. Talvolta l'Aiguille de la Bérangère (3.425 m) che si trova proseguendo la cresta viene considerata come sesta vetta dei Dômes.

## Salita alla vetta
La via normale di salita parte dal Rifugio des Conscrits (2.580 m) nel versante francese.

## Galleria d'immagini

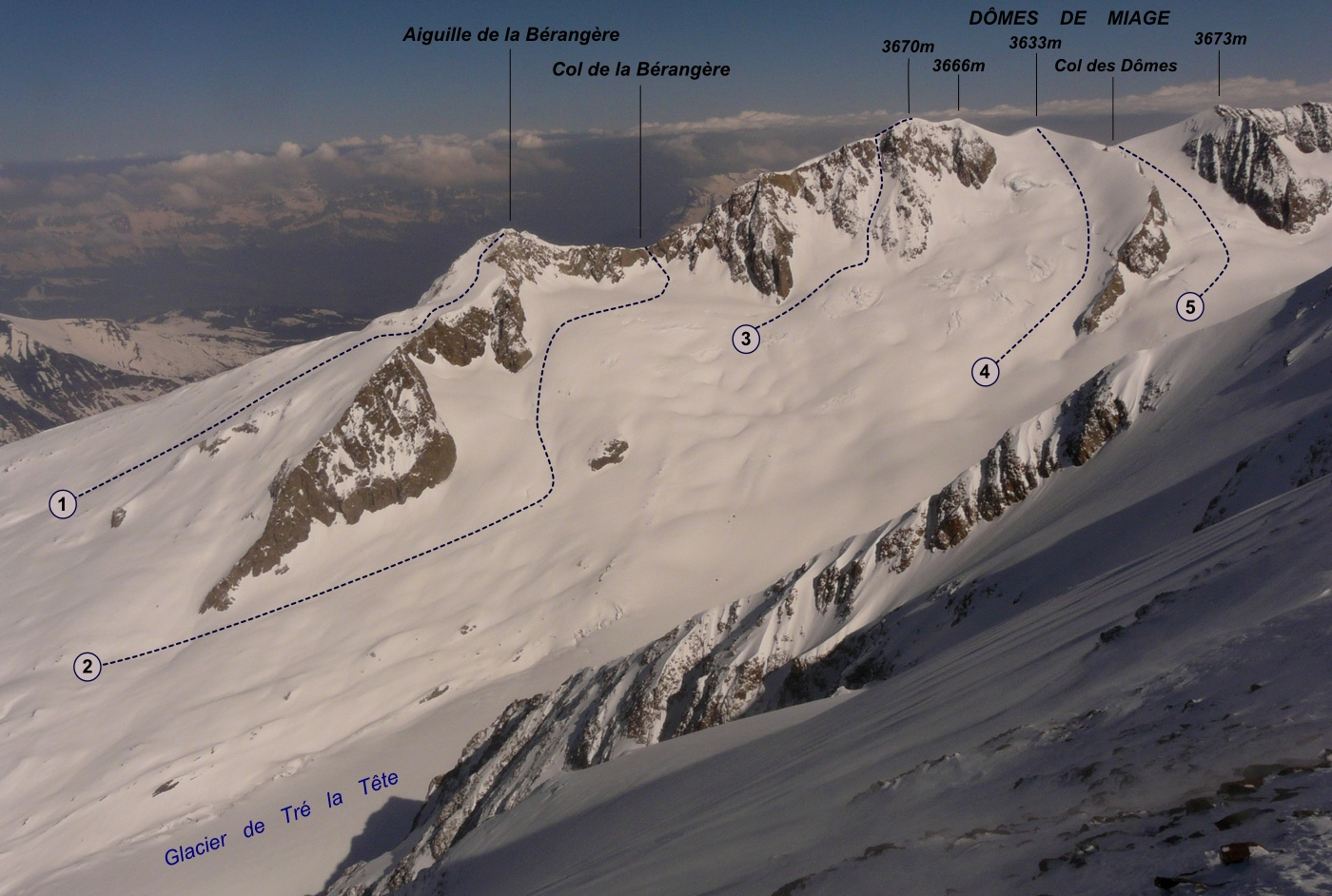
Alcune delle vie sul versante sud-est
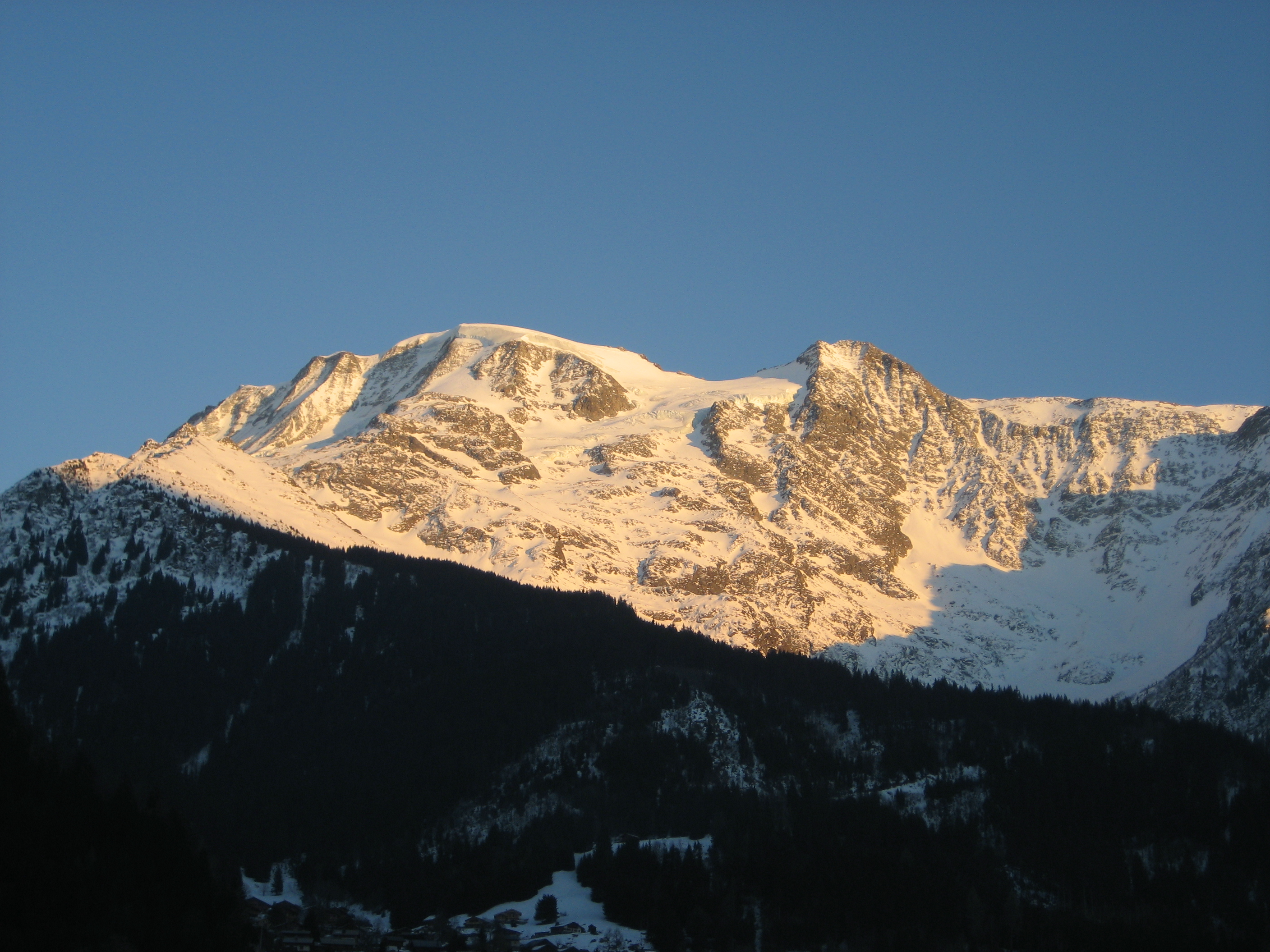
Altra immagine del versante nord-ovest, al centro la rocciosa Aiguille de la Bérangère.